# Климоуцы
Климо́уцы — село в Свободненском районе Амурской области России. Административный центр Климоуцевского сельсовета.

## География
Село Климоуцы стоит на берегу реки Лоно (правый приток реки Малая Пёра, бассейн Большой Пёры).
Село Климоуцы расположено в 45 км к северо-западу от районного центра города Свободный.
Дорога к селу Климоуцы идёт через Сукромли и Семёновку.
От окрестностей Климоуцы на северо-запад идёт дорога к селу Талали, на юго-запад — к селу Новостепановка, а на юг — к сёлам Зиговка и Костюковка.

## Население
| 2002 | 2010 | 2012 | 2013 | 2014 | 2015 | 2016 |
| ---- | ---- | ---- | ---- | ---- | ---- | ---- |
| 817  | ↘752 | ↗767 | ↗779 | ↘774 | ↘770 | ↘757 |
| 2017 | 2018 |      |      |      |      |      |
| ↘744 | ↘736 |      |      |      |      |      |

## Улицы
| - ул. Воронежская, - пер. Зелёный, - ул. Косова, | - пер. Лесной, - ул. Молодёжная, - ул. Набережная, | - ул. Новая, - ул. Новокаменка, - ул. Почтовая. |